# Lowell Thomas, Jr.
Lowell Jackson Thomas dit Lowell Thomas, Jr., né le 6 octobre 1923 à Londres et mort le 1er octobre 2016 à Anchorage, est sénateur de l'Alaska dans les années 1970 avant de devenir le 5e lieutenant-gouverneur de l'Alaska (du 2 décembre 1974 au 4 décembre 1978). 

## Biographie
Lowell Thomas, Jr. et son père, le célèbre animateur de radio et explorateur Lowell Thomas, visitèrent le Tibet en 1949. C'était un pays que Lowell Thomas voulait visiter depuis son enfance. Ils furent reçus au Bureau des Affaires étrangères du Tibet et rencontrèrent le 14e dalaï-lama. À leur retour, ils firent parvenir à Reginald Fox, atteint d’une polyarthrite rhumatoïde chronique de la cortisone, un nouveau traitement à l’époque.
Lowell Thomas, Jr. a discuté de la question tibétaine avec des dirigeants du gouvernement américain juste avant le début de l'invasion du Tibet. Il écrit : « si les États-Unis proposent une aide militaire quelconque au Tibet, notre pays doit assumer la responsabilité de maintenir l'indépendance du Tibet. Mais si les Rouges chinois nous mettent au pied du mur, comment pourrions-nous transporter une armée dans l'Himalaya ? Comment pourrions nous la ravitailler ? En dernière analyse, les États-Unis ne sont pas la nation la plus appropriée pour entreprendre cette tache »,.
En 2005, le prix Lumière de la vérité lui est attribué.

## Ouvrages
- (en) Out of this World: Across the Himalayas to Tibet, 1951
- (en) The silent war in Tibet, 1959
- (en) The Dalai Lama, 1961
- (en) Pageant of Adventure, 2009
- (en) Avec P. J. O'Brien, Will Rogers: Ambassador of Goodwill, Prince of Wit and Wisdom, 2008
- (en) Seeing Canada with Lowell Thomas, 2010
- (en) Magic Dials: The Story of Radio and Television, 2011

## Film
- Expedition to Lhasa, Tibet